# Dromicodryas quadrilineatus
Dromicodryas quadrilineatus är en ormart som beskrevs av Duméril, Bibron och DumérilN 1854. Dromicodryas quadrilineatus ingår i släktet Dromicodryas och familjen snokar. IUCN kategoriserar arten globalt som livskraftig. Inga underarter finns listade i Catalogue of Life.
Arten förekommer på Madagaskar med undantag av öns sydvästra och sydcentrala delar. Habitatet utgörs av torra eller fuktiga skogar, gräsmarker och kulturlandskap. Ormen hittas även i träskmarker. Individerna är aktiva på dagen och vistas främst på marken. Honor lägger sina ägg i myrstackar.